# Hula (film, 1927)
Pour les articles homonymes, voir Hula (homonymie).
Pour plus de détails, voir Fiche technique et Distribution.

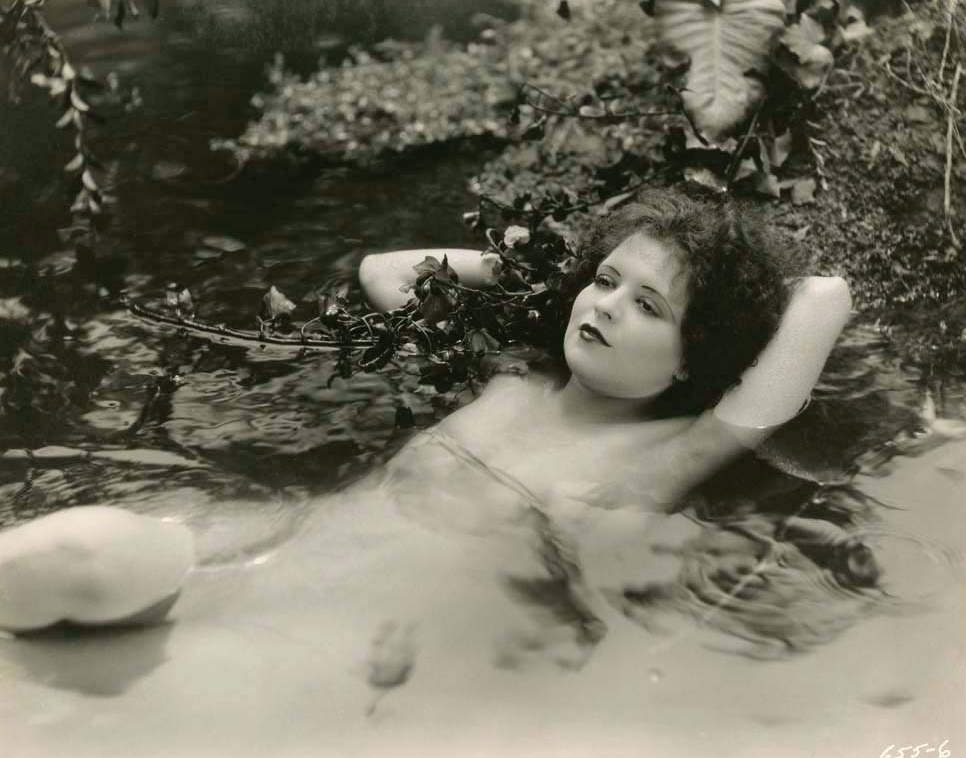
Clara Bow

Hula est un Film dramatique réalisé par Victor Fleming, sorti en 1927.

## Synopsis
Hula est la fille d'un planteur à Hawaï. Elle grandit sans règles à la façon des "natives". Elle tombe amoureuse d'un ingénieur anglais venu construire un barrage pour son père. Mais hélas celui ci est déjà marié. Bien que sous le charme, il l'évite et essaie de résister, mais la danse hawaïenne de Hula le fait exploser, il se décide alors à divorcer. Mais sa femme vénale, qui en fait ne l'aime pas, n'est pas prête à accepter maintenant que son projet s’annonce fructueux. Hula va devoir "soulever les montagnes", comme elle dit, pour se débarrasser de l'épouse et libérer son amoureux.

## Fiche technique
- Titre original : Hula
- Réalisation : Victor Fleming
- Assistant réalisateur : Henry Hathaway
- Scénario et adaptation : Doris Anderson, Ethel Doherty et Frederica Sagor (non créditée) d'après le roman Hula, a Romance of Hawaii de Armene von Tempski
- Intertitres : George Marion Jr.
- Production : B. P. Schulberg
- Société de production : Paramount Pictures
- Distribution : Paramount Pictures
- Photographie : William Marshall et Otto Dyar (non crédité)
- Montage : Eda Warren
- Pays de production :  États-Unis
- Format : Noir et blanc - Son : Muet
- Genre : Film dramatique
- Durée : 64 minutes (1 h 4)
- Date de sortie : 
  - États-Unis : 28 août 1927

## Distribution
- Clara Bow : Hula Calhoun
- Clive Brook : Anthony Haldane
- Arlette Marchal : Mme Bane
- Arnold Kent : Harry Dehan
- Patricia Dupont : Margaret Haldane
- Albert Gran : Bill Calhoun
- Agostino Borgato : Oncle Edwin